# 식품 및 연료 통제법
식품 및 연료 통제법(영어: Food and Fuel Control Act, Pub.L. 65–41, 40 Stat. 276, 1917년 8월 10일 제정), 또는 레버 법(Lever Act) 또는 레버 식품법(Lever Food Act)이라고도 불리는 이 법은 제1차 세계 대전 시기의 미국 법으로, 특히 미국 식품청과 미국 연료청 및 전시산업위원회의 가격 고정 위원회를 설립했다. 이 세 기관은 제1차 세계 대전 동안 가격을 고정시켰다.

## 입법 역사
이 법안은 매우 논란이 많았다. 이 법안은 사우스캐롤라이나주의 민주당 의원 애즈버리 F. 레버가 발의했다. 윌슨 대통령은 전시 비상 조치로서 법안 통과를 촉구했다. 일부는 "식품 관리자"에게 부여될 권한에 반대했다. 다른 이들은 농산물이 알코올 음료 생산에 사용되는 것을 제한하거나 금지할 대통령의 권한을 부여하는 조항이 국가 금주령의 한 형태를 확립할 것이라며 반대했다. 상원의원들은 전쟁 기간 동안 위스키 생산만을 금지하는 것을 포함한 대안을 제안했다. 공화당 상원의원 헨리 캐벗 로지는 대통령이 "공공 이익에 영향을 받는 것으로 선언된 필수품의 생산 제조, 조달, 저장, 유통, 판매, 마케팅, 담보 제공, 자금 조달 및 소비에 관하여 어떠한 기관이나 기관을 이용하고, 어떠한 사람의 서비스도 보상 없이 수락하며, 어떠한 사람들과도 협력할" 권한을 부여하는 조항에 이의를 제기했다. 윌슨은 또한 매사추세츠 공화당 상원의원 존 W. 윅스의 제안인 전쟁 수행 합동 위원회 설립에 맞서 싸워야 했다.
이 법의 공식 명칭은 "식료품 및 연료 생산을 장려하고, 공급을 보존하며, 유통을 통제함으로써 국가 안보 및 국방에 더욱 기여하는 법안"이었으며, 1917년 8월 10일 법으로 제정되었다. 이 법은 식료품으로 사용되는 모든 생산물로부터 "증류주"를 생산하는 것을 금지했다.
1918년, 법에 따라 설립된 식품청이 밀의 최저 가격을 너무 낮게 설정했다는 농민들의 불만에 직면하여, 의회는 그 수준을 부셸당 2.20달러에서 2.40달러로 인상하는 개정안을 통과시켰다. 인플레이션과 영국에 미칠 영향에 대한 우려로 인한 대통령의 거부권은 1918년 곡창 지대 주들에서 민주당에 재앙적인 결과를 초래했다고 평가된다.
1919년 8월 18일, 적대 행위 종료 후, 윌슨 대통령은 상품 가격의 광범위하고 극적인 인상에 대처할 수 있도록 법의 유효 기간을 연장해 달라고 의회에 요청했다. 그는 의류를 포함하고 사재기에 대한 처벌을 강화하는 개정안을 요청했다. 반대파들은 몇 달 동안 통과를 지연시키면서 정부가 물가 통제에 실패했다고 비난한 후, 10월에 대통령이 요청한 권한을 부여했다. 하원에서 대통령의 주요 비판자는 정부의 우선순위에 대해 불평했다: "천 명 중 국제연맹에 대해 신경 쓰는 사람은 한 명뿐이지만, 아흔아홉 명은 높은 생활비에 대해 절실하고 고통스럽게 걱정한다." 법무부는 법 개정 후 두 달 동안 179건의 기소를 시작했다.

## 시행

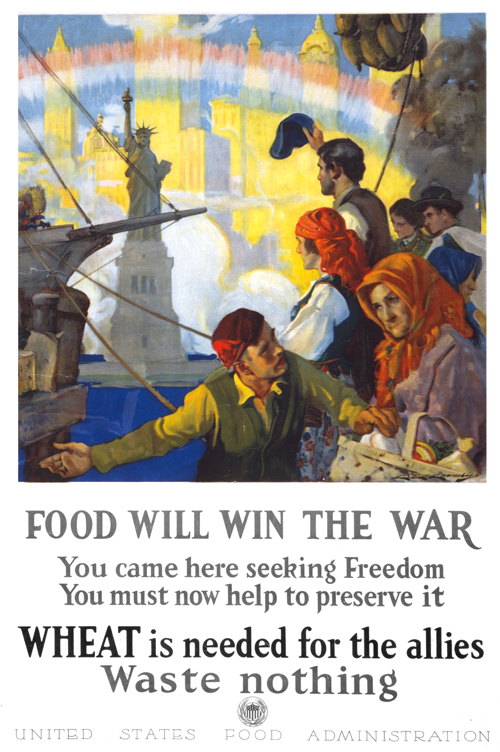

이 법은 전시 비상 조치로서 제1차 세계 대전 종료 시점 또는 직후에 만료되도록 고안되었다. 이 법은 식품청과 연료청 두 기관을 설립했다.
식품청을 이끌도록 대통령은 전쟁 초기 벨기에 구호 활동을 담당했으며 1917년 5월부터 윌슨의 개인적인 권한으로 식량 및 연료 공급을 조정한 허버트 후버를 임명했다. 미국 식품 관리관으로서 그는 식품 가격을 고정하고, 유통업자에게 허가를 내주며, 구매를 조정하고, 수출을 감독하고, 사재기 및 폭리에 대처하며, 농민들에게 더 많은 작물을 재배하도록 장려할 권한을 가졌다. 그는 미국의 동맹국들, 즉 군인들과 민간인들의 미국 농산물에 대한 필요성을 강조했다. 그는 미국 가정에 고기와 빵 소비를 줄이도록 장려했다.
윌슨은 1918년 1월 미국인들에게 후버의 지침을 따름으로써 애국심을 보여달라고 촉구하는 선언문을 발표했다. 자발적인 "고기 없는 화요일"과 "단 음식 없는 토요일"이 있었다. 화요일과 토요일은 "돼지고기 없는 날"이었다. 월요일과 수요일은 "밀 없는 날"이었다. 준수는 자발적이었지만, 호텔과 레스토랑을 포함한 제빵 산업은 "승리 빵"이라고 불리는 전쟁용 빵과 롤 생산으로 제한되었다. 처음에는 밀 이외의 곡물을 5% 이상 사용해야 했으며, 2월 24일까지 그 양은 20%로 증가했다. 그의 기관은 가정에 지지를 서약해 달라고 요청했고, 1,800만 가구 중 약 1,300만 가구가 그렇게 했다. 후버의 국가 생산물 보존 요청은 자발적인 준수를 강조했다:
이 규칙들의 효과는 오로지 미국 국민의 선의와 희생 의지에 달려 있다. 궁극적으로, 여기에 설명된 모든 계획의 성공 또는 실패는 국민에게 달려 있다. 우리는 거래의 협력에 의존한다. 우리에게는 단 하나의 경찰력 – 미국 여성 – 이 있으며, 우리는 그녀가 우리 주 및 지역 식품 관리관과 협력하여 이러한 규칙이 따르지 않을 소수의 사람들에 의해 지켜지도록 조직할 것을 믿는다.

규칙의 일부는 레버 식품법에 따라 시행될 것이다; 다른 부분은 자발적이며, 그 성공은 대중의 정서에 달려 있다. 우리의 경험은 지금까지 대다수 소비자의 의지, 그리고 거래의 완전한 협력이 그러한 조치를 효과적으로 만드는 데 필요한 자기 희생을 감수했음을 보여주었다. 협력을 거부하는 소수는 국가의 필수품을 저해하도록 허용되어서는 안 된다.
어린이들은 "미국 학교 정원군"으로 조직되었다. 사과를 먹을 때, 보이스카우트들은 "핵심까지 애국적"이 되라고 촉구받았다. 시민들은 뒷마당과 빈 부지에 채소 "전시정원"을 가꾸도록 장려되었다. "무슨 수를 써서라도 콩을 아껴라"와 같은 슬로건이 인기를 얻었다. 식품청은 또한 밀 한 부셸의 가격을 정했으며, 최저 가격은 부셸당 2달러, 최고 가격은 2.20달러였다. 한 포스터에는 "음식이 전쟁을 승리로 이끈다; 낭비하지 말라"고 적혀 있었다. 1918년 말까지, 미국 전체 생산량의 약 4분의 1이 전쟁 노력으로 전환되었다.

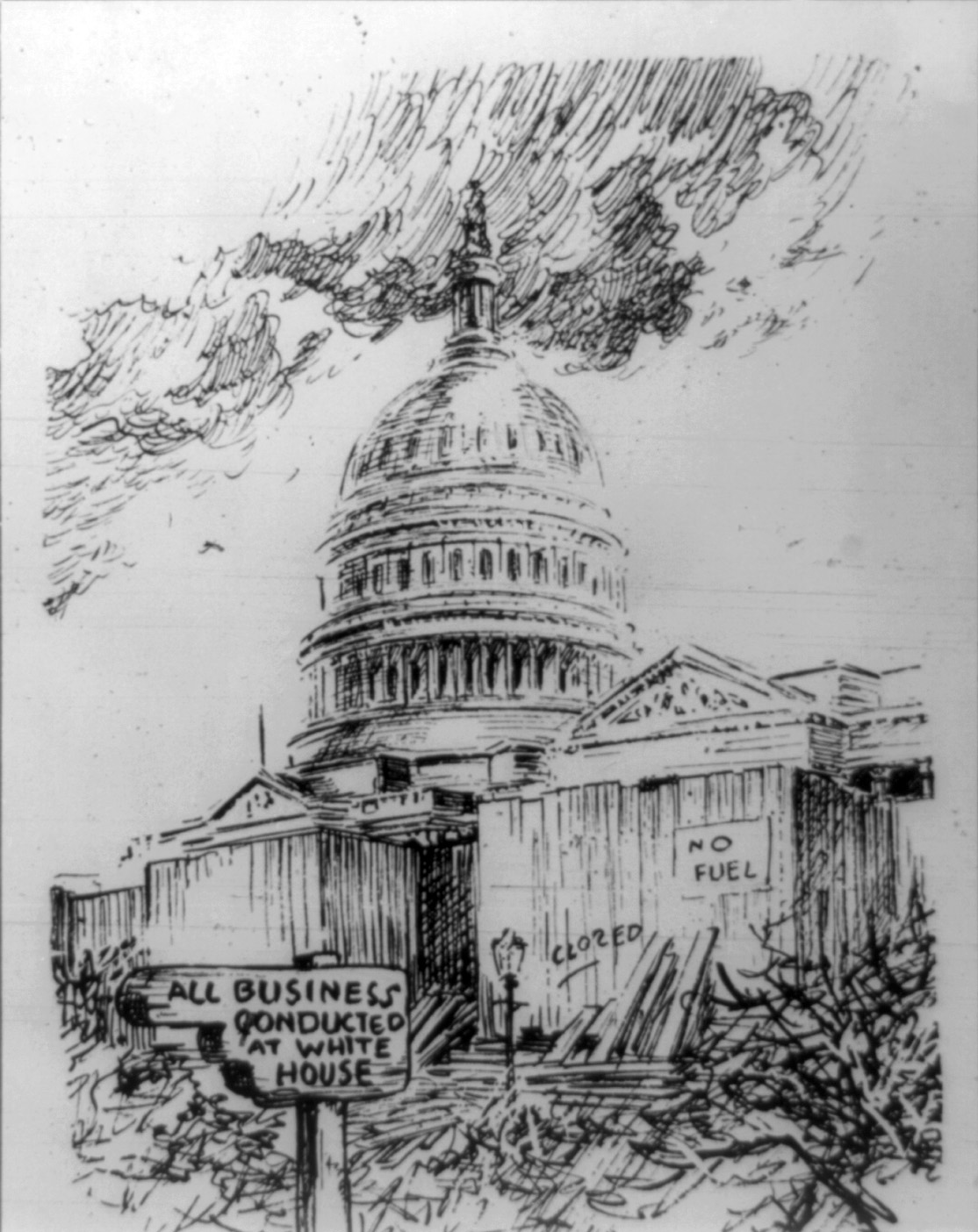
오스카르 체사레의 1918년 1월 사설 만화로, 미국 의사당이 판자로 막혀 있고 "폐쇄; 연료 없음; 모든 업무는 백악관에서 진행됨"이라는 표지판이 보인다.

윌리엄스 칼리지 총장 해리 가필드가 이끄는 연료청은 석탄 절약 노력을 지휘했다. 비필수 공장들이 폐쇄되었고, 연방 정부는 생산, 가격 책정, 판매, 운송 및 분배를 포함한 석탄 산업의 모든 측면을 완전히 통제했다. 이 법은 또한 석유와 천연가스를 포함했지만, 정부가 이들 에너지원에 대해 행사할 수 있는 권한은 적었으며 석유와 가스의 가격을 통제할 능력은 없었다. 식품청의 방식을 모방하여 시민들은 "무가스 일요일", "무난방 월요일", "무등화 밤"으로 연료를 절약하도록 장려되었다.
가필드의 가장 극적인 조치는 연료 부족으로 배들이 정지된 동부 항구로 연료를 신속히 공급하려는 시도였다. 1918년 1월 17일, 그는 미시시피 강 동쪽의 모든 공장 폐쇄를 명령했다. 이는 그의 목표를 달성했지만, 윌슨 행정부를 일반적인 반대파와 대통령 자신의 당원들로부터 비난에 노출시켰다.
1918년 2월 4일, 가필드는 철도를 시작으로 미국 군대로의 수출, 미국의 전쟁 동맹국으로의 수출, 병원 및 기타 여러 계층으로 우선순위 등급을 정의하는 연료유 분배 규칙을 발표했다.

## 논란
1919년 11월, 법무장관 A. 미첼 팔머는 이 법에 따라 석탄 산업 파업에 대한 금지 명령을 요청했고 승인받았다. 그는 심각하게 병든 윌슨 대통령과 그의 주치의가 참석한 회의 후 대통령이 조치를 승인했다고 주장했다. 미국노동연맹 회장 새뮤얼 곰퍼스는 대통령과 그의 내각 구성원들이 이 법이 통과될 때 노동 조합의 파업을 막는 데 사용되지 않을 것이라고 확신시켰다고 항의했다. 그는 특히 노동부 장관 윌리엄 B. 윌슨을 포함한 행정부 대표들과의 협상에 대한 자세한 설명을 제공했다. 그는 또한 서명된 조약이 없더라도 적대 행위의 종료가 이 법의 조항을 집행하려는 모든 시도를 무효화했어야 한다고 주장했다.
어느 시점에 팔머는 전체 내각이 자신의 금지 명령 요청을 지지했다고 주장했다. 이는 팔머의 계획에 반대하고 법안이 고려될 때 대통령의 약속에 대한 곰퍼스의 견해를 지지했던 노동부 장관 윌슨을 격분시켰다. 법무장관과 노동부 장관 사이의 균열은 결코 치유되지 않았으며, 이는 이듬해 팔머의 급진주의자 추방 시도가 노동부에 의해 좌절되었을 때 결과로 이어졌다.
팔머는 1919년 4월 철도 노동자 파업 지도자 38명에게 다시 이 법을 적용했다.
개정된 법의 이윤 제한 시도는 1920년 2월에 연방 법원에 의해 그 언어가 "모호하고, 불분명하며, 불확실하다"는 이유로 위헌으로 판결되었다. 대법원은 1921년에 식품 관리관이 최대 가격을 설정하고 이를 위반한 자에게 벌금을 부과할 수 있도록 허용한 법 조항을 무효화했다. 같은 해, 대법원은 법의 대부분과 함께 폐지되지 않은 컬럼비아 특별구의 임대료 통제 부과를 지지했다.

## 폐지
연료청의 업무는 1919년 5월에 종료되었다. 식품청의 활동은 1918년 11월 11일 휴전 이후 급격히 감소하여 1920년 7월경에는 거의 사라졌다.
개정된 1917년 8월 10일 법은 다른 여러 전시 허가 조치와 함께 1921년 3월 3일 의회의 공동 결의안에 의해 폐지되었으며, 이는 당시 여전히 유효했던 전시 비상사태를 공식적으로 종료한다고 선언하는 효과가 있었다.
법 폐지 전후로 이 법에 따라 제기된 소송들은 계속해서 법원에서 진행되었다.

## 내용주
1. ↑  Taussig, F. W. (1919). 《Price-Fixing as Seen by a Price-Fixer》. 《The Quarterly Journal of Economics》 33. 205–241쪽. doi:10.2307/1884733. ISSN 0033-5533.
2. ↑  New York Times: "Lever Bill Before Senate," June 17, 1917, accessed March 11, 2010
3. 1 2  David M. Kennedy, Over Here: The First World War and American Society (NY: Oxford University Press, 2004), 123
4. ↑  David Pietrusza, 1920: The Year of Six Presidents (NY: Carroll & Graf, 2007), 159-60. Congress passed the Prohibition Amendment, which became the Eighteenth Amendment to the U.S. Constitution, on August 1, 1917.
5. ↑  David M. Kennedy, Over Here: The First World War and American Society (NY: Oxford University Press, 2004), 242-4
6. ↑  Stanley Coben, A. Mitchell Palmer: Politician (NY: Columbia University Press, 1963), 160-4
7. ↑  New York Times: "Hoover Declares 'Victory Bread' and Cut Rations," January 27, 1917, accessed March 11, 2010
8. ↑  David M. Kennedy, Over Here: The First World War and American Society (NY: Oxford University Press, 2004), 124-5
9. ↑  New York Times: "Fuel Oil Placed under License," February 5, 1918, accessed March 11, 2010
10. ↑  Coben, 178-9. On the President's role, see also Kenneth D. Ackerman, Young J. Edgar: Hoover, the Red Scare, and the Assault on Civil Liberties (NY: Carroll & Graf, 2007), 100
11. ↑  New York Times: "Gompers Repeats Injunction Charge," November 23, 1919, accessed March 11, 2010
12. ↑  조지퍼스 대니얼스, The Wilson Era: Years of War and After, 1917-1923 (Chapel Hill: University of North Carolina Press, 1946), 546-7
13. ↑  Coben, 185-6
14. ↑  New York Times: "Amendment that Limits Profits is Declared Unconstitutional," February 27, 1920, accessed March 11, 2010; Coben, 303n. The case was United States v. L. Cohen Grocery Company, 255 U.S. 81 (1921).
15. ↑  Melvin I. Urofsky, Louis D. Brandeis: A Life (NY: Pantheon Books, 2009), 851n
16. ↑  Burl Noggle, Into the Twenties: The United States from Armistice to Normalcy (Urbana, Illinois: University of Illinois Press, 1974), 60-1
17. ↑  1921년 3월 3일 공동 결의안, c. 136, Public Res., No. 64., H.J. Res. 382., 41 Stat. 1359.
18. ↑  Federal Statutes Annotated Supplement, 1921., p. 66